# José Luis Anta Félez
José Luis Anta Félez (Lleó, 23 de febrer de 1964), és un antropòleg i professor universitari. Actualment imparteix docència a l'Àrea d'Antropologia Social de la Universitat de Jaén. És director del Grup d'Investigació "Una mirada antropológico-social desde Andalucía" i director de la Revista de Antropología Experimental.

## Obres
- Cantina, garita y cocina. Estudio antropológico de soldados y cuarteles. Editorial Siglo XXI, 1990. ISBN 84-323-0704-1
- Donde la pobreza es marginación: un análisis entre gitanos. Editorial Humanidades, 1994. ISBN 84-604-8020-8
- Atacama fin de siglo: tres historias de vida y una bibliografía. Universidad de Jaén, 1998. ISBN 84-89869-41-3
- El sexo de los ángeles: cultura, modernidad e historia en la antropología social. Editorial Jabalcruz, 2002. ISBN 84-95233-47-9
- Epistemología más acá de las redes: conceptos para una antropología social de la modernidad. Editorial Meta 4, 2003. ISBN 84-933212-3-0
- La cultura del olivo : ecología, economía, sociedad. Universidad de Jaén, 2005. ISBN 84-8439-250-3
- Segmenta Antropológica. Un debate crítico con la antropología social española. Editorial Universidad de Granada, 2007. ISBN 978-84-338-4781-2
- Fiesta, trabajo y creencia. Pensar Jaén desde la antropología social. Universidad de Jaén, 2008.